# Filip Bajković
Filip Bajković, cyr. Филип Бајковић (ur. 20 maja 1910 w Kairze, zm. 15 lutego 1985 w Belgradzie) – jugosłowiański polityk, premier Czarnogóry od 16 grudnia 1951 do 12 lipca 1962. Od zakończenia kadencji premiera do 5 maja 1963 był prezydentem Czarnogóry. Zmarł 15 lutego 1985 w Belgradzie, a został pochowany dwa dni później we wsi Građani pod Cetynią.